# Gregale
De gregale is een sterke, koele noordoostelijke wind over Malta die kan optreden als een lagedrukgebied door het gebied ten zuiden het eiland trekt. Het treft ook andere eilanden in de westelijke Middellandse Zee.